# سانی بنک (کوئینزلند)
سانی بنک (به انگلیسی: Sunnybank) یک حومه شهر در استرالیا است که در کوئینزلند واقع شده‌است.